# Niezależny Ruch Solidarności Młodych
Niezależny Ruch Solidarności Młodych – organizacja młodzieżowa powołana na przełomie lat 1988 i 1989 w Białymstoku. W zamierzeniu powstała jako jawna kontynuacja poziemnego Ruchu Solidarności Młodych. Deklaracja ideowa NRSM została ogłoszona 15 kwietnia 1989 r. przez Tymczasową Radę NRSM w składzie: Bernard Banaszuk, Adam Brak, Kazimierz Chojnowski, Roman Kozłowski, Wojciech Małanowski, Krzysztof Obiedziński, Piotr Olędzki, Krzysztof Paliński, Bohdan Józef Paszkowski, Tadeusz Skrętowski, Robert Tyszkiewicz, Janusz Żabiuk. Nawoływano w niej do zaangażowani się młodych ludzi do walki o poprawę warunków życia młodzieży w Polsce.
NRSM nie miał ścisłej struktury, w założeniu miał stanowić federację Klubów Solidarności Młodych. Jego lokalny odpowiednik powstał m.in. jako NRSM Zambrów. Działalność NRSM zamarła na początku 1990 r.